# 위 워 솔저스
《위 워 솔저스》(영어: We Were Soldiers)는 2002년 개봉한 전쟁 영화이다. 베트남 전쟁 초반 이아 드랑 계곡 전투를 그린다. 이 전투를 기반으로 한 논픽션 "We Were Soldiers Once… And Young"(1992)이 원작인데, 작가 핼 무어는 실제로 이 전투에 참여했다. 다른 저자 조지프 L. 갤러웨이는 UPI 언론인이었다. 전장에서 싸우는 병사들과 그 병사의 귀가를 기다리는 연인이나 가족 등 인간 심리를 미국 측뿐만 아니라 베트남 측 시점에서도 묘사하고 있다.

## 줄거리
생사를 넘나드는 72시간의 전투! 죽어서라도 우리는 함께 돌아갈 것이다.
미국은 베트남과의 전면전을 개시하기에 앞서, 베트남의 지형을 극복하는 방안으로 공수부대를 파견하여 헬기 공습 시험전을 펼친다. 그리고 이 시험 전투의 책임을 하버드 석사 출신의 전략가 핼 무어 중령(멜 깁슨 분)에게 맡긴다. 그러나 임무 수행지인 이아 드랑 계곡에 대한 사전 검토에 들어간 그는 이곳이 10여년 전, 프랑스 군인들이 몰살당했던 지역으로 일명 죽음의 협곡이라 불리는 사실을 알게 된다.
언제나 그랬듯 자기 생애 마지막 전투가 될 지도 모를 출전에 대비해 아내에게 유언장을 남기고 베트남으로 떠나는 무어 중령. 1965년 11월14일 일요일 오전 10시 48분. 제7기병대 1 대대장을 맡은 무어 중령은 395명의 전투 경험 전무의 어린 부하들을 이끌고 이아 드랑 계곡의 X-RAY 지역에 헬기 고공침투를 시작한다. 그러나 이 지역을 점령한 월맹군이 모두 정예요원으로 아군보다 5배나 많다는 사실은 선발대가 모두 희생당한 뒤 알게 된다.
1965년 11월 15일 월요일 오전 2시 30분. 오직 헬기를 통해서만 외부와 접촉이 가능한 험준한 협곡, 고통 속에 신음하는 부상자들마저 총알이 빗발치는 전장에서 하나둘 그 목숨을 잃어간다. 외부와 완전히 차단된 깊은 밤, 적진에 버려진 군인들에게 두려움이 엄습해오고, 죽음의 그림자가 짙게 깔린 이곳에서 모두 동지들에 대한 걱정으로 날이 밝을 때까지 잠을 이룰 수 없다.
한편, 전쟁 리포터로 전지에 들어온 조 갤러웨이(배리 페퍼 분)의 카메라에는 젊은 영혼들이 고통 속에 신음하는 모습들이 담겨지고, 그는 더 이상 카메라가 아닌 총을 들고, 민간인이 아닌 군인으로 전장을 뛰어다니게 된다.
1965년 11월 16일 오후 4시 05분. 막강한 화력으로 무장한 월맹군은 공포에 빠진 미군들을 포위해 들어가자 본부에선 작전의 실패를 인정하고 본대로 귀환하라는 명령이 떨어진다. 그러나 부하들을 남겨두고 홀로 전장을 등질 수 없는 무어 중령은 최후의 수단으로 ‘브로큰 애로우’를 외친다. 곧바로 공군의 어마어마한 지상 폭격이 감행되고, 월맹군의 추격로는 봉쇄되지만, 무어 중령의 소대도 폭격의 화염에 희생된다. 아군이 아군을 죽이는 처참한 상황, 그러나 전세는 조금씩 미군 편에 유리해지기 시작한다. 
1965년 11월 17일 오전 1시 00분. 무어 중령은 월맹군 작전을 간파하고, 이를 교란 시키는데 성공하면서, 최후의 반격을 준비하고, 마지막 작전 지시를 내린다. 그리고 자신의 목숨조차 장담하지 못하는 처참한 전쟁의 포화 속에서 무어 중령은 다시 한번 다짐한다.
이들이 살았건, 죽었건 내 뒤에는 아무도 홀로 남겨두지 않을 것이다.

## 출연
- 멜 깁슨 - 핼 무어 중령 역
- 매들린 스토 - 줄리 무어 역
- 그레그 키니어 - 브루스 스네이크 크랜들 소령 역
- 샘 엘리엇 - 배질 프럼리 상사 역
- 크리스 클라인 - 잭 게이건 소위 역
- 케리 러셀 - 바버라 게이건 역
- 배리 페퍼 - 종군기자 조 갤러웨이 역
- 돈 두옹 - 누엔 후 안 중령 역
- 라이언 허스트 - 어니 새비지 병장 역
- 로버트 배그넬 - 찰리 헤이스팅스 중위 역
- 마크 블루커스 - 헨리 헤릭 소위 역
- 조시 도어티 - 로버트 "밥" 울레트 상등병 역
- 제이주 가르시아 - 토니 네이돌 대위 역
- 클라크 그레그 - 톰 멧스커 대위 역
- 존 햄 - 맷 딜런 대위 역
- 블레이크 헤론 - 게일런 벙엄 상등병 역
- 에릭 맥아더 - 러셀 애덤스 상등병 역
- 데즈먼드 해링턴 - 빌 벡 상등병 역
- 딜런 월시 - 로버트 "밥" 에드워즈 대위 역
- 마크 매크래컨 - 에드 "투 톨" 프리먼 대위 역
- 에드윈 모로 - 윌리 고드볼트 일병 역
- 브라이언 티 - 지미 나카야마 일병 역
- 슬론 몸슨 - 세실 무어 역
- 벨러미 영 - 캐서린 멧스커 역

## 시청 등급
- 대한민국: 15세 관람가
- 미국: R

## 우리말 녹음
SBS 성우진 (2003년 6월 22일)
- 양지운 - 핼 무어(멜 깁슨)
- 이향숙 - 줄리 무어(매들린 스토)
- 김기현 - 배질 프럼리(샘 엘리엇)
- 윤병화 - 크랜들(그레그 키니어)
- 홍승섭 - 잭 게이건(크리스 클라인)
- 김정주 - 바버라 게이건(케리 러셀)
- 최원형 - 갤러웨이(배리 페퍼)
- 김익태 - 토니 (제이주 가르시아)
- 김영훈 - 어니(라이언 허스트)
- 김관진 - 헨리(마크 블루커스)
- 전인배 - 프리먼(마크 매크래컨)
- 문영래 - 운전 기사(댄 빈)
- 이재정 - 톰의 아내(벨러미 영)
- 신상숙 - 앨마(심비 칼리)
- 장주영 - 병장(대니 러보이어)
- 이장우 - 군인(숀 번치)
- 최석필 - 군인(크리스 케이트)

## 같이 보기
- 제1기병사단 (미국)